# Axonopus arsenei
Axonopus arsenei är en gräsart som beskrevs av Jason Richard Swallen. Axonopus arsenei ingår i släktet Axonopus och familjen gräs. Inga underarter finns listade i Catalogue of Life.